# Robert Golob
Robert Golob (Šempeter pri Gorici, 23 de enero de 1967) es un empresario y político esloveno que ocupa el cargo de primer ministro de Eslovenia desde el 1 de junio de 2022. Es líder del partido político Movimiento Libertad, ganador de las elecciones parlamentarias de Eslovenia de 2022.

## Biografía
Golob obtuvo su doctorado en ingeniería eléctrica en la Universidad de Liubliana en 1994. Después de sus estudios, fue becario posdoctoral Fulbright en el Instituto de Tecnología de Georgia en Atlanta, Estados Unidos. Entre mayo de 1999 y junio de 2000 fue Secretario de Estado de la República de Eslovenia en el Ministerio de Asuntos Económicos. En 2004, cofundó una empresa comercializadora de energía GEN-I, donde permaneció como presidente hasta 2021.
Golob fue miembro del partido Eslovenia Positiva, fundado por el alcalde de Liubliana Zoran Janković, hasta 2013. Luego pasó al Partido de Alenka Bratušek, quién fue primera ministra de Eslovenia de 2013 a 2014, y fue uno de los vicepresidentes del partido político.
Después de renunciar como presidente de GEN-I, Golob decidió asumir un papel activo en la política. En enero de 2022, se postuló para presidente de un partido verde no parlamentario Z.Dej, que tras la elección, cambió el nombre del partido a Movimiento Libertad.  Su partido político participó en las elecciones parlamentarias eslovenas de 2022, ganó las elecciones con el 34 % de los votos y 40 escaños.